# Aventura (Schiff, 1938)
Die Aventura ist ein 1938 gebautes, ehemaliges Küstenmotorschiff, das die Kriegsmarine im Zweiten Weltkrieg als „Leichten Artillerieträger“ LAT 5 und Wachschiff nutzte, nach dem Krieg auf Nord- sowie Ostsee verkehrte und ab 1996 als Kabinenfahrgastschiff auf dem Rhein verkehrte. 2022 wurde das Schiff nach Bremen verkauft.

## Bau und technische Daten

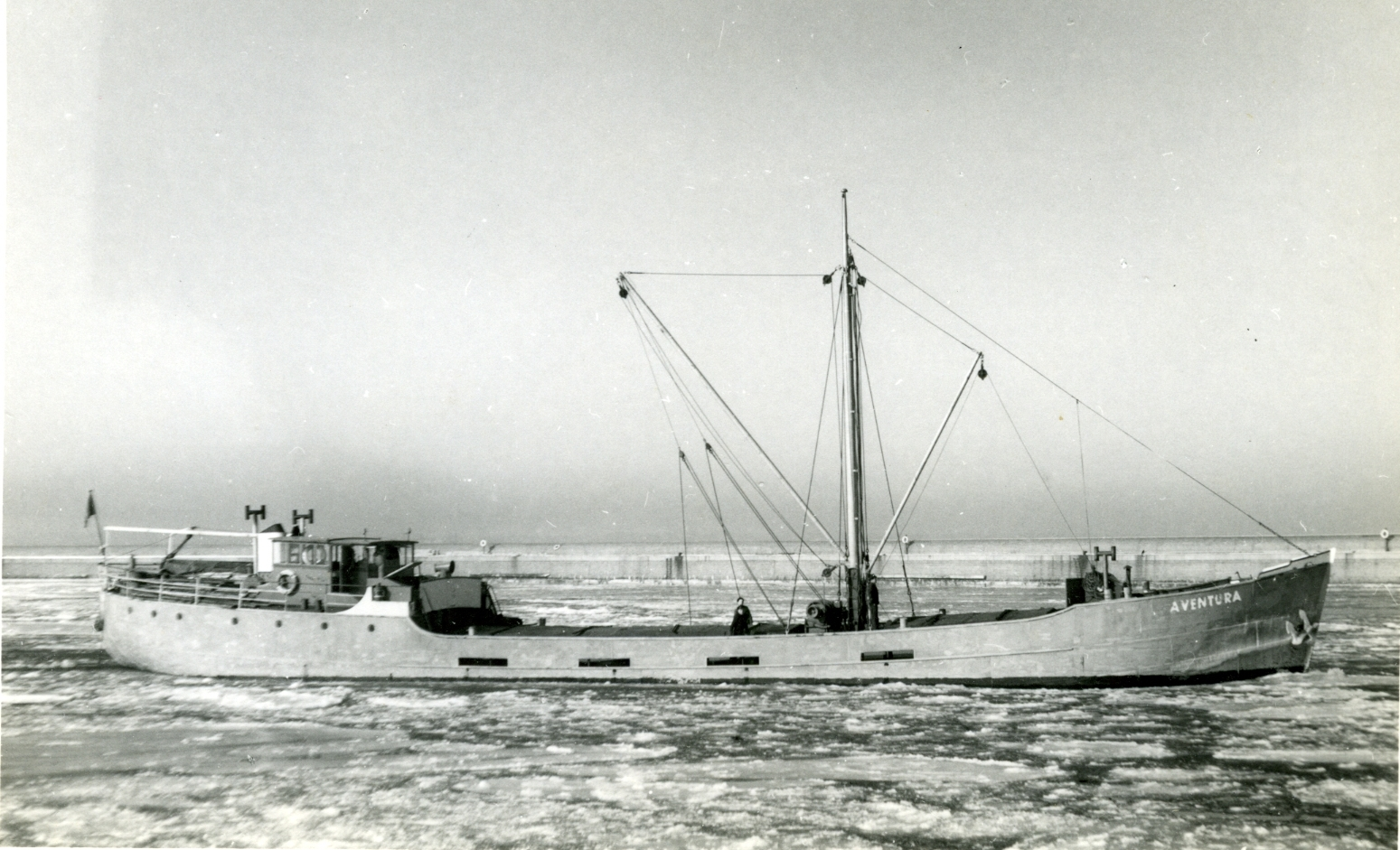
Die Aventura in den 1950er Jahren

Das Schiff war der zweite von sechs Neubauten eines Fluss-Seeschiffs-Typs der Heinrich Brand Schiffswerft in Oldenburg und wurde im September 1938 für Kapitän Ferdinand Raap aus Krautsand unter der Baunummer 67 auf Kiel gelegt. Im Oktober 1938 fand der Stapellauf mit der Taufe auf den Namen Aventura statt. Die Schwesterschiffe waren die Lucie Eckmann (Baujahr 1937, Auftraggeber C. Vollmers, Hamburg), Düneck (1939, H. Freudenberg, Uetersen), Steinburg (1939, E. Voss, Lübeck), Atlantik (1940, Gräpel, Neuenfelde) und Zukunft (1940, J. Dreyer, Hamburg).
Die Länge des Schiffs beträgt 38,60 Meter über alles, die Breite 6,50 Meter, der Tiefgang ist mit 2,30 Metern angegeben. Es ist mit 197 BRT vermessen und verdrängt 250 Tonnen. Der Antrieb besteht aus einem Deutz-Sechszylinder-Dieselmotor, dessen Leistung 300 PS beträgt. Dieser wirkt auf eine Schraube, das Schiff erreicht eine Geschwindigkeit von 9 Knoten. Seit dem Umbau zum Kabinenfahrgastschiff / Tagesausflugsschiff (1992–1996) hat die Aventura eine Zulassung für 75 Passagiere.

## Geschichte
Am 27. Dezember 1938 wurde die Aventura im Hamburger Schiffsregister eintragen und im Januar 1939 an den Reedereibetrieb von Ferdinand Raap übergeben. Im letzten Friedensjahr vor dem Zweiten Weltkrieg transportierte das Schiff Stückgut auf Nord- und Ostsee.

### Requiriert von der Kriegsmarine
Im Sommer 1940 erreichte der Krieg auch die Aventura: Die Wehrmacht requirierte das Schiff am 27. Juli 1940, um es für die geplante Invasion in Großbritannien (Unternehmen Seelöwe) als „Leichten Artillerieträger“ zu nutzen. In dieser Aufgabe sollte das Schiff einmalige Landeunterstützung leisten und anschließend die Flak für den Landeinsatz abgeben. Dazu wurde die Aventura mit einem Heeres-Beutegeschütz vom Kaliber 75-mm sowie zwei 37-mm-Flak ausgerüstet und erhielt die Kennung LAT 5. Nach Absage der geplanten Invasion wurde die Bewaffnung auf zwei 20-mm-Flak reduziert und das Schiff im Laufe des Jahres 1941 mit der neuen Kennung H 464 der Hafenschutzflottille Cuxhaven zugewiesen. Dort änderte sich die Kennung ab November 1942 in DC 05, die Aufgabe in Cuxhaven blieb unverändert.

### Kümo auf Nord- und Ostsee
Nach Kriegsende erhielt die Reederei das Schiff am 8. Juli 1945 zurück und die Aventura verkehrte bis 1992 wieder mit Stückgut auf Nord- und Ostsee. Dabei wechselte häufiger der Besitzer, der Name des Schiffes blieb über die Jahre erhalten: 1954 erwarb Johannes Thode das Schiff, im Dezember 1966 werden Christa und Herbert Reimers als Besitzer genannt, am 15. Dezember 1968 wurde das Schiff aufgelegt und am 26. März 1969 von Claus Dieter Meyer erworben. Am 7. März 1972 ging es in das Eigentum von Alfred Meyer über, im Februar 1990 wurde es beim Germanischen Lloyd gestrichen und 1991 an wieder an Claus Dieter Meyer veräußert. Im November 1992 verkaufte auch er das Schiff endgültig.

### Charter- und Ausbildungsschiff
1992 erwarben Hans J. Pawils und Margarete Weißenstein die Aventura und bauten sie bis 1996 zum Kabinenfahrgastschiff um. Die Aventura verkehrte vor allem auf dem Rhein zwischen Basel und Rotterdam als Charterschiff und als Ausbildungsschiff für Sportschiffer. An Bord befinden sich zahlreiche Exponate sowie eine Fotoausstellung zur Geschichte des Schiffes und zum Leben und Arbeiten an Bord der Küstenmotorschiffe.
2022 wurde das Schiff nach Bremen verkauft und an die Weser verholt. Es hat seinen Liegeplatz an der Schlachte auf Höhe der Bürgermeister-Smidt-Brücke, wo es weiter für Fahrten und Schulungen genutzt wird.